# Fabien Grellier
Fabien Grellier (* 31. října 1994) je francouzský profesionální silniční cyklista jezdící za UCI ProTeam Team TotalEnergies.

## Hlavní výsledky
2014
5. místo Paříž–Roubaix Espoirs
2015
4. místo Le Triptyque des Monts et Châteaux
8. místo Ronde van Vlaanderen U23
10. místo Tour d'Alsace
2017
2. místo La Roue Tourangelle
9. místo Polynormande
2018
7. místo Tour du Finistère
2020
Tour de France
lídr  po 1. etapě
2022
6. místo Classic Loire Atlantique
2024
Tour de France
 cena bojovnosti po 3. etapě

### Výsledky na Grand Tours
| Grand Tour      | 2018 | 2019 | 2020 | 2021 | 2022 | 2023 | 2024 |
| --------------- | ---- | ---- | ---- | ---- | ---- | ---- | ---- |
| Giro d'Italia   | —    | —    | —    | —    | —    | —    | —    |
| Tour de France  | 120  | 121  | 117  | —    | —    | —    | 90   |
| Vuelta a España | —    | —    | —    | —    | —    | —    |      |

| —   | Nezúčastnil se |
| DNF | Nedokončil     |